# 纳布堡附近施瓦察赫
纳布堡附近施瓦察赫是德国巴伐利亚州的一个市镇。总面积27.35平方公里，总人口1501人，其中男性771人，女性730人（2011年12月31日），人口密度55人/平方公里。